# 絶影島問題
絶影島問題 (ぜつえいとうもんだい)とは、1898年、ロシア帝国が大韓帝国の釜山南方の絶影島（現、大韓民国釜山広域市影島区）に貯炭庫を設置しようとし、さらには同島の占有化を図った問題である。絶影島貯炭庫設置問題ともいう。

## 経緯

### 背景
日本帝国は貯炭庫を設けるため、韓国に対し、1886年に絶影島地所借入約書 (租借絶影島地基約単)を、1891年に月尾島地所借入約書 (租借月尾島地基約単)を結んでいた。一方、ロシア公使のカール・イバノビッチ・ヴェーバーは、1889年、元山及び絶影島に貯炭所を設置しようと朝鮮当局と交渉していたが、朝鮮および清国の反対によって失敗していた。

### 問題の発生
ロシアは、1897年10月に駐韓公使のアレクセイ・ニコラビッチ・シュペイエルを通じてキリル・アレクセーエフを財政顧問に就任させ、1898年1月21日に、ロシア帝国の軍艦が大韓帝国の釜山港に入港し、釜山南方の絶影島（現、大韓民国釜山広域市影島区）にあった日本人荒木嘉作の所有地に勝手にマツやスギなどの苗を植え付け、貯炭庫を設置しようとした。それを、当時、大韓帝国の外務大臣であった露国派の閔種黙が、独断でロシアに借入を許容したのである。アレクセーエフは、1898年2月には、絶影島の租借を大韓帝国政府に承認させ、また、3月には露韓銀行支店を韓国の首都漢城府に設置した。
朝鮮の自主独立を唱える独立協会はこうした動きに反発して1898年2月、反露闘争を起こした。独立協会は、3月に開かれた漢城市民による「万民共同会」と称された街頭大衆集会にも支えられ、ロシア人軍事教官および財政顧問の解任と、露韓銀行の撤収などを韓国政府に迫った。この上疏運動は韓国政府を動かし、ついにシュペイエル公使にロシア人軍事教官・財政顧問を継続雇用しないことを通告した。その結果、教官・顧問は本国に帰国し、露韓銀行もロシアに引き上げた。

## その後
1900年3月、ロシア公使のアレクサンドル・パヴロフは大韓帝国政府と馬山浦地所租借に関する約書を結んだものの、日本人が先回りして土地を買収したため失敗した。その後、ロシアが巨済島を狙っているという風評が流れたため、ロシアは韓国と巨済島不租借に関する露韓条約を結び、巨済島に興味の無いことを表明した。